# Гродеково (Амурская область)
Гроде́ково — село в Благовещенском районе Амурской области России.
Административный центр Гродековского сельсовета.

## Этимология
Названо в честь Николая Ивановича Гродекова (1898—1906), Приамурского генерал-губернатора.

## География
Село Гродеково стоит на левом берегу реки Амур, в 24 км ниже Благовещенска.
Дорога к селу Гродеково идёт от Благовещенска через Владимировку, посёлок Заречный и село Каникурган, расстояние — 26 км.
На юго-восток от Гродеково идёт дорога к селу Николаевка Тамбовского района.

## Население
| 2002 | 2010 | 2012 | 2013 | 2014 | 2015 | 2016 |
| ---- | ---- | ---- | ---- | ---- | ---- | ---- |
| 522  | ↗551 | ↘549 | ↘544 | ↘528 | ↗544 | ↘537 |
| 2017 | 2018 |      |      |      |      |      |
| ↗552 | ↘523 |      |      |      |      |      |

## Инфраструктура
- Сельскохозяйственные предприятия Благовещенского района.
- Российско-китайская граница.
- Муравьевский парк устойчивого природопользования.